# Fuchsbergkamm
Der Fuchsbergkamm (Tschechisch: Černohorská rozsocha) ist ein geomorphologische Untereinheit des Riesengebirge, der sich vom Plattenberg in südöstlicher Richtung bis vor Janské Lázně (Johannisbad) erstreckt. Im Tschechischen bezieht sich der Name auf die Černá hora, im Deutschen auf den Fuchsberg (Liščí hora). Der höchste Gipfel des Kamms ist jedoch der Plattenberg (Zadní planina).

## Geomorphologie
Der Kamm zweigt als durch Berggruppen gegliedertes Joch von der Hochwiese nach Südwesten ab. Auf der Südseite fallen die Hänge des Fuchsbergkamms in das Hohenelber Bergland (Vrchlabská vrchovina) ab, im Westen ist der Fuchsbergkamm durch die Kleine Elbe und Keilbach (Klínový potok). Nach Norden ist der Fuchsbergkamm durch den Blaugrund (Modrý důl) vom östlichen
Böhmischen Kamm getrennt, im Osten trennt der Fluss Aupa den Fuchsbergkamm vom Rosenberger Hochland (Růžohorská hornatina) und vom Rehorngebirge.

## Gipfel über 1000 m
- Plattenberg (Zadní planina, 1422 m)
- Fuchsberg (Liščí hora, 1363 m)
- Berenberg (Světlý vrch, 1315 m)
- Schwarzenberg (Riesengebirge) (Černá hora, 1299 m)
- Forstberg (Světlá, 1244 m)
- Moorlahn (Slatinná stráň, 1152 m)
- Baumberg (Lesní hora, 1128 m)
- Paukenkuppe (Vlašský vrch, 1035 m)
- Bönischberg (Jelení vrch, 1024 m)
- Javor (1001 m)
- Spitzberg (Špičák, 1001 m)

## Hydrologie
Die Kleine Elbe (Malá Labe) und der Silberbach (Čistá), linke Nebenflüsse der Elbe, entwässern die Westseite und den zentralen Teil des Fuchsbergkamms. Der östliche nördliche und östliche Teil des Fuchsbergkamms wird von der Aupa Plattenberg geführt. Nordöstlich der Spitze des Schwarzenbergs befindet sich ein Torfmoor Černohorská rašelina.

## Vegetation
Die Vegetation ist durch Fichten-Wirtschaftswälder unterbrochen. Zwischen den Gipfeln des Fuchsbergs und des Plattenbergs wächst Latschenkiefer. Es gibt zahlreiche Almen, z. B. bei den Bodenwiesenbauden (Lučiny), bei den Töpferbauden (Hrnčířské boudy), oder die Fuchswiese (Liščí louka).

## Naturschutz
Das gesamte Gebiet des Fuchsbergkamms ist Teil des Nationalparks Riesengebirge.

## Verkehrserschließung
Es gibt keine öffentliche Straße über den Fuchsbergkamm. Das Gebiet ist von einem dichten Netz von Wanderwegen bedeckt.

## Gebäude
Größere bebaute Gebiete befinden sich nur in den Gebieten von Gemeinden und Städten in den Tälern an den Rändern des Gebirges Petzer (Pec pod Sněžkou), Marschendorf (Horní Maršov), Johannisbad (Janské Lázně), Schwarzenthal (Černý Důl), Niederhof (Dolní Dvůr.) Auf vielen Almen stehen Berghütten und Bauden. Es gibt Skipisten und zwei Seilbahnen, eine von Johannisbad auf den Schwarzenberg und eine von Petzer auf den Braunberg (Hnědý vrch). Auf dem Schwarzenberg und dem Braunberg (Hnědý vrch) gibt es Aussichtstürme.